# Patinage de vitesse aux Jeux olympiques de 2014 - Poursuite par équipes femmes
Navigation
Vancouver 2010 Pyeongchang 2018
La poursuite par équipes féminine de patinage de vitesse aux Jeux olympiques de 2014 a lieu les 21 et 22 février 2014. Les Néerlandaises remportent sans surprise, en battant à chaque tour le record olympique, l'épreuve devant les Polonaises et les Russes.

## Médaillés
| Or                                                                 | Argent                                                                                | Bronze                                                                  |
| Pays-Bas Jorien ter Mors Marrit Leenstra Lotte van Beek Ireen Wüst | Pologne Katarzyna Bachleda-Curuś Natalia Czerwonka Luiza Złotkowska Katarzyna Woźniak | Russie Olga Graf Ekaterina Lobycheva Yekaterina Shikhova Yuliya Skokova |

## Résultats

### Quarts de finale
Les quarts de finale ont lieu le 21 février
| Rang               | Pays         | Athlètes                                                    | Temps         | Retard  | Notes                |
| ------------------ | ------------ | ----------------------------------------------------------- | ------------- | ------- | -------------------- |
| Quarts de finale 1 |              |                                                             |               |         |                      |
| 1                  | Russie       | Olga Graf Yekaterina Lobysheva Yuliya Skokova               | 3 min 01 s 53 |         | Demi-finale 1        |
| 2                  | Canada       | Kali Christ Christine Nesbitt Brittany Schussler            | 3 min 02 s 06 | +0 s 53 | Finale C             |
| Quarterfinal 2     |              |                                                             |               |         |                      |
| 1                  | Pologne      | Katarzyna Bachleda-Curuś Natalia Czerwonka Luiza Złotkowska | 3 min 02 s 12 |         | Demi-finale 1        |
| 2                  | Norvège      | Hege Bøkko Mari Hemmer Ida Njåtun                           | 3 min 05 s 13 | +3 s 01 | Finale D             |
| Quarterfinal 3     |              |                                                             |               |         |                      |
| 1                  | Japon        | Misaki Oshigiri Maki Tabata Nana Takagi                     | 3 min 03 s 99 |         | Demi-finale 2        |
| 2                  | Corée du Sud | Kim Bo-reum Noh Seon-yeong Yang Shin-young                  | 3 min 05 s 28 | +1 s 29 | Finale D             |
| Quarterfinal 4     |              |                                                             |               |         |                      |
| 1                  | Pays-Bas     | Jorien ter Mors Lotte van Beek Ireen Wüst                   | 2 min 58 s 61 |         | Demi-finale 2 OR, TR |
| 2                  | États-Unis   | Brittany Bowe Heather Richardson Jilleanne Rookard          | 3 min 02 s 21 | +3 s 60 | Finale C             |

### Demi-finales
Les demi-finales ont lieu le 22 février.
| Rang          | Pays     | Athlètes                                                    | Temps         | Retard   | Notes       |
| ------------- | -------- | ----------------------------------------------------------- | ------------- | -------- | ----------- |
| Demi-finale 1 |          |                                                             |               |          |             |
| 1             | Pologne  | Katarzyna Bachleda-Curuś Natalia Czerwonka Luiza Złotkowska | 3 min 00 s 60 |          | Finale A    |
| 2             | Russie   | Olga Graf Yekaterina Shikhova Yuliya Skokova                | 3 min 02 s 09 | +1 s 49  | Finale B    |
| Demi-finale 2 |          |                                                             |               |          |             |
| 1             | Pays-Bas | Jorien ter Mors Marrit Leenstra Ireen Wüst                  | 2 min 58 s 43 |          | Finale A OR |
| 2             | Japon    | Misaki Oshigiri Ayaka Kikuchi Nana Takagi                   | 3 min 10 s 19 | +11 s 76 | Finale B    |

### Finales
Les finales ont lieu le 22 février.
| Rang                                | Pays         | Athlètes                                                    | Temps         | Retard  | Notes |
| ----------------------------------- | ------------ | ----------------------------------------------------------- | ------------- | ------- | ----- |
| Finale A                            |              |                                                             |               |         |       |
| Médaille d'or, Jeux olympiques      | Pays-Bas     | Jorien ter Mors Marrit Leenstra Ireen Wüst                  | 2 min 58 s 05 |         | OR    |
| Médaille d'argent, Jeux olympiques  | Pologne      | Katarzyna Bachleda-Curuś Katarzyna Woźniak Luiza Złotkowska | 3 min 05 s 55 | +7 s 50 |       |
| Finale B                            |              |                                                             |               |         |       |
| Médaille de bronze, Jeux olympiques | Russie       | Olga Graf Yekaterina Lobysheva Yuliya Skokova               | 2 min 59 s 73 |         |       |
| 4                                   | Japon        | Misaki Oshigiri Maki Tabata Nana Takagi                     | 3 min 02 s 57 | +2 s 84 |       |
| Finale C                            |              |                                                             |               |         |       |
| 5                                   | Canada       | Kali Christ Christine Nesbitt Brittany Schussler            | 3 min 02 s 04 |         |       |
| 6                                   | États-Unis   | Brittany Bowe Heather Richardson Jilleanne Rookard          | 3 min 03 s 77 | +1 s 73 |       |
| Finale D                            |              |                                                             |               |         |       |
| 7                                   | Norvège      | Hege Bøkko Camilla Farestveit Ida Njåtun                    | 3 min 08 s 35 |         |       |
| 8                                   | Corée du Sud | Kim Bo-reum Noh Seon-yeong Yang Shin-young                  | 3 min 11 s 54 | +3 s 19 |       |